# Salem Ramaswami Mudaliar

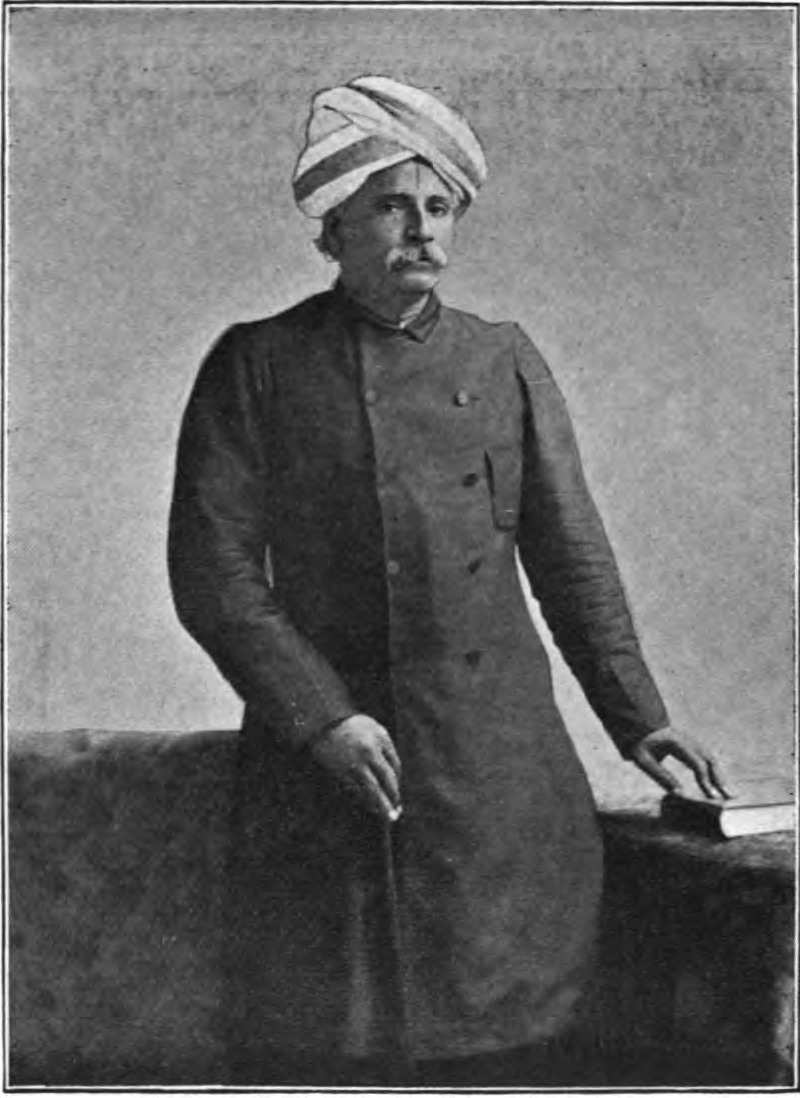
Salem Ramaswami Mudaliar

Salem Ramaswami Mudaliar (auch S. Ramaswami Mudaliar; Tamil: சேலம் இராமசாமி முதலியார் Cēlam Irāmacāmi Mutaliyār [ˈseːlʌm ˈraːməsaːmi ˈmud̪əlijaːr]; geb. 6. September 1853 in Salem, gest. 2. März 1892 in Madras) war ein indischer Jurist und Unabhängigkeitsaktivist.

## Herkunft, Ausbildung und Karriere als Jurist
Salem Ramaswami Mudaliar wurde am 6. September 1853 in der Stadt Salem im heutigen Bundesstaat Tamil Nadu im Süden Indiens geboren. Er stammte aus einer einflussreichen Familie aus der Kaste der Vellala. Sein Vater Salem Gopalaswami Mudaliar war Grundbesitzer und Verwaltungsbeamter (Tehsildar). Schon mit sechs Jahren wurde Ramaswami Mudaliar von seinen Eltern nach Madras (Chennai) geschickt. Er erhielt dort sowohl eine traditionelle Ausbildung in Tamil als auch eine westliche Ausbildung am Presidency College und Pachaiyappa’s College. 1871 machte er einen Abschluss als Bachelor of Arts am Presidency College, 1873 folgte der Master of Arts in Geschichte und Moralwissenschaft. Danach qualifizierte er sich in Rechtswissenschaft und machte 1875 einen Abschluss als Bachelor of Laws.
1876 kehrte Salem Ramaswami Mudaliar in seine Heimatstadt Salem zurück, um dort als Anwalt zu praktizieren. Noch im selben Jahr wurde er zum Richter (Munsif) im Distrikt Trichinopoly (Tiruchirappalli) ernannt. 1880 wurde er nach Kumbakonam versetzt. 1882 gab Ramaswami Mudaliar die Richterlaufbahn aber auf und zog nach Madras, wo er wieder als Anwalt praktizierte. Neben seiner Arbeit gründete er eine juristische Fachzeitschrift, das Law Journal, dessen Herausgeber er bis 1891 blieb, und betätigte sich an der University of Madras als Prüfer für die Abschlussprüfungen in Rechtswissenschaften und Tamil. 1887 wurde er zum Fellow der University of Madras ernannt.

## Unabhängigkeitsaktivist
Salem Ramaswami Mudaliar gehörte zu der ersten Generation von gut ausgebildeten Indern, die sich gegen die britische Kolonialherrschaft auflehnten. 1884 gehörte er zu den Gründungsmitgliedern der Madras Mahajana Sabha, die für eine bessere Vertretung der Inder in Verwaltung und Politik eintrat. Die Madras Mahajana Sabha war eng mit dem 1885 gegründeten Indischen Nationalkongress, die zur wichtigsten Kraft der Unabhängigkeitsbewegung werden sollte, verbunden.
Im Vorfeld der britischen Unterhauswahlen 1885 gehörte Ramaswami Mudaliar zu einer dreiköpfigen indischen Delegation (bestehend aus ihm als Vertreter der Präsidentschaft Madras sowie je einem Delegierten aus Bombay und Bengalen), die nach Großbritannien geschickt wurde, um dort die Interessen Indiens vor der britischen Wählerschaft zu vertreten. Die Delegation besuchte London, Swansea, Newcastle upon Tyne, Birmingham und Aberdeen und trat auf Veranstaltungen der Liberal Party auf.
Nach seiner Rückkehr aus England wurde Ramaswami Mudaliar 1886 zu einem Mitglied der Public Service Commission in Kalkutta, die dafür sorgte, dass erstmals auch indische Beamten in den öffentlichen Dienst (Indian Civil Service) aufgenommen wurden. Er nahm an zwei Konferenzen des Indischen Nationalkongresses teil, 1887 in Madras und 1888 in Allahabad. Eine weitere politische Karriere blieb ihm aber durch seinen frühzeitigen Tod versagt. Am 2. März 1892 verstarb Ramaswami Mudaliar im Alter von 38 Jahren.

## Beitrag zur tamilischen Kultur
Salem Ramaswami Mudaliar hatte neben seiner westlichen Ausbildung auch eine traditionelle Ausbildung erhalten und zeigte zeit seines Lebens reges Interesse an der tamilischen Literatur. 1880 traf er in Kumbakonam auf U. V. Swaminatha Iyer, der damals am dortigen College lehrte, und gab diesem eine Manuskriptkopie des Sivagasindamani, eines klassischen Epos. Für Swaminatha Iyer war dies ein Schlüsselerlebnis, weil es ihm den Zugang zu der klassischen Tamil-Literatur eröffnete. Swaminatha Iyers Begegnung mit dem Sivagasindamani führte später dazu, dass er die weitgehend in Vergessenheit geratenen Werke der Sangam-Literatur veröffentlichte und so maßgeblich zur Tamilischen Renaissance beitrug. In der Folge unterstützte Ramaswami Mudaliar Swaminatha Iyers Herausgebertätigkeit auch finanziell.